# 佐織谷池
佐織谷池（さおりだにいけ）は、京都府舞鶴市下東にあるため池である。2010年（平成22年）3月25日に農林水産省のため池百選に選定された。

## 概要
造営は江戸時代前期との由来であるが定かではない。一級河川由良川の河口部であり若狭湾の塩水が逆流するため、河川の水は農業に適さない、このため周辺には多くのため池があり、佐織谷池は建部山の麓に池を造営し、今も16haの灌漑を行っている。

## 安寿姫塚
池には、当地の説経節「さんせう太夫」の「安寿と厨子王」で知られる安寿姫のお墓がある。
安寿姫は下東の地で亡くなり、村人がこの池の湖畔に葬り、安寿姫塚とし祠を建造し市指定文化財宝篋印塔を建立したと伝わる。
安寿姫の命日には、宵祭りが行なわれ、佐織谷池の周りには100個あまりの提灯や1,000本のフロートキャンドルが浮かぶ。

## 自然
ため池周辺の里山には、タムシバやニオイコブシ等の植物が群生している。またソバの栽培も行われている。

## アクセス

### 道路
- 京都府道571号西神崎上東線下東公民館

### 公共交通機関
- 北近畿タンゴ鉄道宮津線東雲駅か四所駅または西舞鶴駅